# Os frontal

Oasele craniului (în paranteză numele latin):
1. Osul frontal (Os frontale)
2. Osul parietal (Os parietale)
3. Osul nazal (Os nasale)
4. Osul etmoid (Os ethmoidale)
5. Osul lacrimal (Os lacrimale)
6. Osul sfenoid (Os sphenoidale)
7. Osul occipital (Os occipitale)
8. Osul temporal (Os temporale)
9. Osul zigomatic (Os zygomaticum)
10. Osul maxilar (Maxilla)
11. Mandibula (Mandibula)

Osul frontal

Frontalul este un os median și nepereche, situat în partea anterioară a craniului. Ia parte, de asemenea, la formarea cavităților nazale și a orbitelor. Este un os pneumatic , neregulat și lățit.
Frontalul este format dintr-o porțiune verticală sau solzoasă și dintr-o porțiune orizontală, formată la rândul ei dintr-o scobitură adâncă numită scobitura etmoidală; înaintea scobiturii etmoidale se află o suprafață neregulată cunoscută sub numele de porțiunea nazală a osului frontal.De o parte și de cealaltă a scobiturii etmoidale se află două lame osoase care formează porțiunile orbitare ale osului frontal. Deci porțiunea orizontală este subîmparțită în: scobitura etmoidală, porțiunea nazală și doua porțiuni orbitare. Între porțiunea verticală și porțiunea orizontală a frontalului se află o creastă transversală. Ea delimitează net cele două porțiuni, numindu-se creasta fronto-orbito-nazală. Creasta transversală are 3 curburi: una mediană și două laterale. Curbura mediană este reprezentată de porțiunea nazală, în timp ce curburile laterale sunt reprezentate de cele două margini supraorbitare.
Frontalul se articulează posterior, prin sutura coronară, cu cele două oase parietale (constituind punctul antropometric bregma) și cu sfenoidul, iar inferior cu etmoidul, cu nazalele, cu zigomaticele, cu lacrimalele și cu maxila. De o parte și de alta, înaintea suturii coronare, frontalul prezintă câte o proeminență, denumită tuber frontal (bosă), care este mai puternic dezvoltată la nou-născut și de multe ori și la femei. Deasupra celor două tubere se află locul de implantare al părului, punctul antropometric, numit trichion.

### Orientare
Se așează în jos porțiunea ce prezintă o mare scobitură, iar înainte porțiunea mai boltită a osului.

### Porțiunea solzoasă (Squama frontalis)
Porțiunea solzoasă sau squama formează porțiunea anterioară a calvariei . Prezintă de studiat doua fețe si o margine:
- 1.Fața exocraniană sau externă (Facies externa) prezintă:

- Eminențele frontale sau tuberozitățile (tuber frontale - sunt două ridicături netede, situate de o parte și de alta a liniei mediane).
- Inferior de proeminențele frontale, de fiecare parte, osul frontal prezinta cate o proeminența alungită transversal numită arc supraciliar (Arcus superciliaris).
- O suprafață uneori proeminentă, alteori ușor deprimată numită glabela (Glabella) cu o mare importanță în antropologie , situată între arcadele supraciliare pe linia mediană.
- Dedesubtul arcadelor supraciliare se gasește marginea inferioară a porțiunii solzoase. Ea reprezintă limita dintre porțiunea solzoasă și cea orbitară a frontalului. Această margine este curbă și groasă și poartă denumirea de margine supraorbitară (Margo supra-orbitalis). Ea se termină lateral cu cate un proces articular destinat osului zigomatic, numit procesul zigomatic al osului frontal (Processus zygomaticus),care are forma unei prisme.
- Marginea supraorbitară prezintă în porțiunea sa mediană 2 incizuri: incizura supraorbitară (Incisura supraorbitalis) situată lateral, iar înspre medial se gaseste incizura frontală (Incisura frontalis). Adesea cele două incizuri se transformă prin cate o punte osoasă în gauri: gaura supraorbitară (Foramen supraorbitale) respectiv gaura frontală (Foramen frontale) în care se află nervii si vasele omonime ramuri ale arterei si  venei oftalmice si a  nervului oftalmic
- Marginea laterală a procesului zigomatic se continuă înapoi cu linia temporală (Linea temporalis), care delimitează o față mai mică, înspre lateral, numită fața temporală (Facies temporalis) a osului frontal, ce se articulează cu aripa mare a  sfenoidului prin sutura frontosfenoidală. Linia temporală se continuă înapoi cu linia temporală superioară și cu linia temporală inferioră de pe parietal.
- Uneori pe linia mediană se află sutura frontală sau metopică (Sutura frontalis sau Metopica ). Aceasta sutură există în viata intrauterină și la nastere, osul frontal fiind format din două jumatați simetrice. Ea dispare începand de la varsta de 1 an.

- 2.Fața endocraniană sau internă, cerebrală (Facies interna):

- Prezintă pe linia mediană, în porțiunea inferioară o gaură, numită gaura oarbă (Foramen caecum), în care se inseră o prelungire a durei mater.
- Superior de această gaură, tot pe linia mediană se gasește o creastă numită creasta frontală (Crista frontalis) pe care se inseră coasa creierului. Aceasta creastă urcă și se bifurcă, cuprinzând între ramurile sale șanțul sagital superior (Sulcus sagitalis superioris), în care se găsește  sinusul venos omonim al  durei mater.
- De o parte și de alta a liniei mediane se gasesc șanțuri arteriale (Sulci arteriales), impresiuni digitiforme (Impressiones digitatae) și eminențe mamilare.

- 3. Marginea liberă a solzului sau marginea parietală (Margo parietalis) este arcuată și dințată. Se articulează cu oasele parietale, formând sutura coronară.

### Scobitura etmoidală
- Incizura etmoidală (Incisura etmoidalis) este o scobitură mare în formă de „U”, cu concavitatea posterioră. Poartă acest nume datorită faptului ca în ea patrunde o parte din osul etmoid.
- Ramura transversală a acestui „U” răspunde porțiunii nazale,altfel spus porțiunea nazală se gasește anterior de incizura etmoidală. De o parte și de alta a incizurii etmoidale se gasește cate o lamă osoasă orizontală care reprezintă porțiunea orbitală propriuzisă a frontalului.
- Ramurile laterale ale scobiturii etmoidale conțin semiceleule, care pe craniul articulat sunt completate de semicelulele corespunzatoare etmoidului, formând cămăruțe închise pneumatice (Celullae ethmoidales). Printre aceste semicelule se găsesc 2 orificii, care fac sa comunice cavitatea neurocraniului cu orbitele: gaura etmoidală anterioară (Foramen ethmoidale anterius) și gaura etmoidală posterioară (Foramen ethmoidale posterius),prin care trec vasele si nervii omonimi (ramuri din artera si spre vena oftalmică si din nervul oftalmic).

### Porțiunea orbitară
Situate de o parte și de alta a scobiturii etmoidale, se găsesc cele doua lame osoase care formează porțiunile orbitare ale osului frontal. Aceste lame au forma triunghiulară și prezintă:
- O față inferioară, orbitară (Facies orbitalis), concavă și netedă, ce ia parte la formarea bolții orbitei. În partea ei cea mai laterală există o mică depresiune, numită fosa glandei lacrimale (Fossa glandulae lacrimalis), delimitată anterior de marginea orbitară ascuțită a procesului zigomatic al osului frontal. în această fosă este situată glanda lacrimala. În partea antero-medială se gasește de asemenea o o mică depresiune, nimită foseta trohleară (Fovea trochlearis) care are în partea ei laterală o mică apofiză inconstantă denumită spina trohleară (Spina trochlearis), ambele servesc la fixarea scripetelui mușchiului oblic superior al ochiului.
- O față superioară, cerebrală, convexă și neregulată, presărată cu numeroase întiparituri ale circumvoluțiilor (girilor) lobului frontal al creierului, numite impresiuni digitiforme (impressiones digitatate), ce sunt delimitatate prin niște ridicaturi, denumite juga cerebralia, care corespund șanturilor dintre girusurile creierului. Tot pe această față se găsesc lateral sanțurile arteriale (sulci arterioris) ale ramurilor arterei meningee mijloci si ale arterei meningee anterioare
- O margine anterioară, care se confundă cu marginea spraorbitară a porțiunii solzoase.
- O margine medială ce corespunde scobiturii etmoidale și mărginește semicelulele și găurile etmoidale.
- O margine posterioară care se articulează cu aripa mica a sfenoidului prin sutura sfenofrontala.

### Porțiunea nazală
- Este situată anterior de incizura etmoidala, între porțiunile orbitale ale osului. Este constituită de o suprafață neregulată, dințată. Pe linia mediană prezintă o proeminență orientată inferior numită spina nazală (Spina nasalis), care se articulează anterior cu cele 2 oase nazale (fiind sprijin pentru acestea) și cu procesul frontal al maxilei. Posterior, spina, se articulează cu lama perpendiculară a etmoidului.
- Marginea anterioară, neregulată, a porțiunii nazale se numește margine nazală (Margo nasalis). Aci se articulează extremitățile superioare ale oaselor nazale și procesele frontale ale maxilelor. Articulația dintre frontal și oasele nazale costituie punctul antropometric nazion.

### Conformația interioară
- Frontalul este alcătuit ca și celelalte oase ale bolții craniului din două lame: lama interioară (Lamina interna) și lama exterioară (Lamina externa) de os compact, iar între ele se gasește os spongios numit diploe (Diploe).
- În grosimea osului frontal, între cele două margini supraorbitare (la nivelul glabelei) și deasupra rădăcinii nasului, a nazionului, este sapată o cavitate pneumatică, asimetrică, de întindere și volum variabil, desparțită în două caviatați printr-un sept osos (Septum intersinuale frontale), care de cele mai multe ori nu se gasește situat median, ci deviat, este sinusul frontal. Acest sinus se deschide în meatul mijlociu al cavitații nazale sub cornetul mijlociu al osului etmoid printr-un canal, numit canalul fronto-nazal, al cărui orificiu (Apertura sinus frontalis) se găsește la baza sinusului. Prin acest canal, mucoasa sinusului se continuă cu mucoasa foselor nazale favorizând transmiterea proceselor inflamatorii în ambele sensuri (determinând uneori sinuzita frontală).
- Osul frontal este un os de membrană, a cărui osificare începe spre sfarșitul lunii a doua intrauterine prin două puncte de osificare, care apar în dreptul tuberelor frontale și cuprind osul divergent. Mai apar puncte de osificare accesori în procesele zigomatice și spina nazală sau în partea posterioară a porțiunilor orbitare. Sinusul frontal se ivește către sfârșitul primului an de viața, ajungând la marimea unui bob de mazare de abia la vârsta de 6 ani si dezvoltat în întregime începând de la vârsta de 12 ani, cateodată abia la 20 de ani, marimea lui fiind variabilă, crescând la bătrânețe (după unii anatomisti).